# Чаправа, Годжоро Кузуевич
Годжоро Кузуевич Чаправа (1910, село Квемо-Баргеби, Сухумский округ, Кутаисская губерния, Российская империя — неизвестно, село Квемо-Баргеби, Гальский район, Абхазская АССР, Грузинская ССР) — звеньевой колхоза «Сабчота чай» («Советский чай») Гальского района, Абхазская АССР, Грузинская ССР. Герой Социалистического Труда (1948).

## Биография
Родился в 1918 году в крестьянской семье в селе Квемо-Баргеби Сухумского района. После окончания местной начальной школы трудился в колхозе «Сабчота чай» Гальского района до призыва в Красную Армию по мобилизации. Участвовал в Великой Отечественной войны. Воевал в составе 805-го стрелкового полка 392-й стрелковой дивизии 62-й Армии. С августа 1942 года сражался при обороне Сталинграда, где попал в плен, где находился до своего освобождения. Затем возвратился в родную село, где продолжил трудиться звеньевым полеводческого звена в колхозе «Сабчота чай» Гальского района.
В 1947 году звено под его руководством собрало в среднем с каждого гектара по 78 центнера кукурузы на участке площадью 3 гектара. Указом Президиума Верховного Совета СССР от 21 февраля 1948 года удостоен звания Героя Социалистического Труда за «получение в 1947 году высокого урожая кукурузы и пшеницы в 1947 году» с вручением ордена Ленина и золотой медали «Серп и Молот» (№ 759).
Этим же указом званием Героя Социалистического Труда были награждены его бригадир Фома Сельмакович Чаава и звеньевой Авксентий Гусаревич Цобехия.
После выхода на пенсию проживал в родном селе Квемо-Баргеби Гальского района. Дата смерти не установлена.